# National Geographic Global Networks
A National Geographic Global Networks (anteriormente National Geographic Channels Worldwide e National Geographic Channels International) é uma unidade de negócios da National Geographic Partners (uma joint venture entre a The Walt Disney Company e a National Geographic Society) e da Disney General Entertainment Content (que lida com distribuição e publicidade vendas para National Geographic Global Networks) que supervisiona os canais de televisão da marca National Geographic: National Geographic, Nat Geo Kids, Nat Geo Music, Nat Geo People, Nat Geo Wild e National Geographic Studios (anteriormente conhecido como National Geographic Television). A unidade em si era uma operação conjunta entre a 21st Century Fox (21CF) e a Society, mas foi posteriormente integrada à nova joint venture National Geographic Partners que eles formaram em 2015. Em 20 de março de 2019, a participação da 21CF na National Geographic Partners foi assumido pela Disney, após a aquisição da maioria das empresas 21CF.

## História
A National Geographic decidiu lançar um canal a cabo nos Estados Unidos em 1982, mas desistiu. A National Geographic Television, o braço de TV com fins lucrativos da National Geographic Society e a NBC formaram uma joint venture, a National Geographic Channels (NGC). A NGC então fez parceria com a BSkyB para lançar em 1 de setembro de 1997 os serviços do National Geographic Channel no Reino Unido e Irlanda via BSkyB, Escandinávia via Telenor e Austrália via Foxtel. A Foxtel e a BSkyB eram de alguma forma propriedade de Rupert Murdoch. Sandy McGovern era presidente da NGC na época.. A parceria 50/50 foi formada para expandir as produções da National Geographic Television da NatGeo, comandada por Tim Kelly, que estava produzindo National Geographic Explorer para a CBS. A versão americana original do canal foi lançada em 7 de janeiro de 2001 com Laureen Ong como presidente e Andrew Wilk como chefe de programação. A National Geographic Society desmontou seu museu e construiu um estúdio de TV. Na época, a NatGeo manteve sua unidade de produção de TV e conseguiu um contrato de produção com garantia de "coração mole" de 44 horas por ano a um valor estimado de US$ 500.000 por hora de TV. Canais adicionais da National Geographic em outras partes do mundo também foram lançados sob a joint venture original.
Em 2007, Ong foi substituído por David Lyle, do recém-fechado canal Fox Reality, como CEO e o presidente Howard Owens. Em 2010, a empresa lançou o canal Nat Geo Wild nos Estados Unidos para competir com o canal concorrente Discovery. As avaliações caíram como um todo e Lyle e Owens saíram em 2014. Courteney Monroe saiu de seu cargo de chefe de marketing para assumir a NGC US.

### Unidade National Geographic Partners
Em 9 de setembro de 2015, a Society anunciou que reorganizaria suas propriedades de mídia e publicações em uma nova empresa conhecida como National Geographic Partners, que seria 73% de propriedade da 21st Century Fox. Essa nova corporação com fins lucrativos seria proprietária da National Geographic e outras revistas, bem como de seus canais de televisão afiliados - a maioria dos quais já pertencia a joint ventures com a Fox. Em outubro de 2016, foi anunciado que o National Geographic Channel, o principal canal de documentários, retiraria a palavra "Channel" de seu nome.

## Marcas

### Atuais
- National Geographic: O principal canal de televisão do grupo que transmite documentários sobre diversos assuntos, além de docu-reality shows.
- Nat Geo Wild: É um canal irmão do principal canal de televisão da National Geographic, que se concentra na vida selvagem relacionada a animais e na programação de história natural.

### Antigas
- National Geographic Adventure: Lançado como Adventure One (abr. A1), destinava-se ao público mais jovem, apresentando uma programação baseada em aventuras ao ar livre, viagens e histórias envolvendo pessoas que exploram o mundo.
- Nat Geo Music: Um canal que se concentra em música étnica.
- Nat Geo Kids: Um canal de interesse infantil.
- Nat Geo Kids Abu Dhabi: Um canal de interesse infantil.
- Nat Geo People: Voltada para o público feminino, a programação do canal foca pessoas e culturas. Atualmente disponível na Polônia e na Romênia.

## Canais por região
Todos os canais de televisão da marca National Geographic são operados como parte do negócio desta unidade. A Society fornece a maior parte da programação dos canais, enquanto as unidades relacionadas à transmissão da Disney (Walt Disney Television nos Estados Unidos e Fox Networks Group fora dos Estados Unidos) cuidam da distribuição e das vendas de anúncios dos canais. Na maioria dos casos internacionalmente, os canais National Geographic e Fox se promovem mutuamente. Em alguns territórios, as versões dos canais da National Geographic são operadas diretamente pela Disney.

### Américas

#### Anglo-América
Estados Unidos
- National Geographic
- National Geographic Wild
- Nat Geo Mundo (programação em espanhol)

CanadáOs seguintes canais no Canadá são operados pela Corus Entertainment sob licença.
- National Geographic
- National Geographic Wild

#### América Latina
Países que falam espanhol
- National Geographic (com versões sub-regionais para México, Colômbia, América Central [que também abrange as ilhas do Caribe], Pacífico [Chile, Peru, Equador e Bolívia] e Atlântico [Argentina, Paraguai e Uruguai])

Brasil
- National Geographic

### Asia
NGC Network Asia, LLC opera todos os canais de televisão da marca National Geographic em toda a Ásia, exceto o Japão.
A NGC Network Asia anteriormente representava canais de televisão da Fox International Channels (FIC) na região, mas eles foram transferidos para a recém-formada filial asiática da FIC na reorganização de 2009 da Star TV.
As operações asiáticas também supervisionam os canais de TV da National Geographic no Oriente Médio e Norte da África (exceto Israel).
Canais pan-regionais (exceto Japão)
- National Geographic (Ásia)
- Nat Geo Wild

Hong Kong, Sudeste Asiático e Coreia do Sul
- National Geographic
- Nat Geo Wild

Subcontinente indianoStar India cuida da distribuição de canais e vendas de anúncios na região.
- National Geographic
- Nat Geo Wild
- Nat Geo Tamil
- Nat Geo Telugu

Oriente Médio e Norte da África
- National Geographic (em inglês)
- National Geographic Abu Dhabi (em árabe)

Taiwan
- National Geographic (em chinês)
- National Geographic HD (em inglês)

JapãoOs seguintes canais no Japão são operados pela Fox Networks Group Japan.
- National Geographic (Japão)National Geographic

### Europa
As operações europeias também supervisionam os canais de TV da National Geographic em Israel, Austrália e Nova Zelândia. Também é responsável pelos canais na África Subsaariana.
Balcãs
- National Geographic
- National Geographic Wild

República Tcheca e Eslováquia
- National Geographic
- National Geographic Wild

França
- National Geographic
- National Geographic Wild

Alemanha
- National Geographic
- National Geographic Wild

Grécia
- National Geographic

Países Baixos e Bélgica
- National Geographic
- National Geographic Wild

Polônia
- National Geographic
- National Geographic Wild
- Nat Geo People

Portugal
- National Geographic
- National Geographic Wild

Romênia
- National Geographic
- Nat Geo People

Nórdico e Escandinávia
- National Geographic
- National Geographic Wild

Reino Unido e Irlanda
- National Geographic
- National Geographic Wild

Espanha
- National Geographic
- National Geographic Wild

África Subsaariana
- National Geographic
- National Geographic Wild
- Nat Geo Gold

Austrália e Nova Zelândia
- National Geographic
- Nat Geo Wild

Israel
- National Geographic
- National Geographic Wild

## Antigas
Itália
- National Geographic
- National Geographic Wild

Rússia e Bielorrússia
- National Geographic
- National Geographic Wild